# Nandurbar
Nandurbar là một thành phố và là nơi đặt hội đồng đô thị (municipal council) của quận Nandurbar thuộc bang Maharashtra, Ấn Độ.

## Địa lý
Nandurbar có vị trí 21°22′B 74°15′Đ / 21,37°B 74,25°Đ Nó có độ cao trung bình là 210 mét (688 feet).

## Nhân khẩu
Theo điều tra dân số năm 2001 của Ấn Độ, Nandurbar có dân số 94.365 người. Phái nam chiếm 52% tổng số dân và phái nữ chiếm 48%. Nandurbar có tỷ lệ 72% biết đọc biết viết, cao hơn tỷ lệ trung bình toàn quốc là 59,5%: tỷ lệ cho phái nam là 78%, và tỷ lệ cho phái nữ là 65%. Tại Nandurbar, 12% dân số nhỏ hơn 6 tuổi.